# Golfklubb
Golfklubb (deutsch Golfclub) ist eine norwegische Band. Die Band setzt sich aus Frikk Villard, Oscar Berggaard, Hallvard Sand Gimming und Ludvik Haug zusammen.

## Geschichte
Die Band wurde 2022 von den aus der etwas südwestlich von Oslo gelegenen Kommune Asker stammenden Frikk Villard, Oscar Berggaard und Hallvard Sand Gimming gegründet. Größere Bekanntheit erlangten sie mit ihrem im April 2023 herausgegeben Sommerhit Haien kommer (Sharkdog 2023), das in Zusammenarbeit mit dem Musikproduzenten Kudos entstanden war. Mit dem Lied zog Golfklubb erstmals in die norwegischen Musikcharts ein und konnte sich elf Wochen auf dem ersten Platz halten. In den Jahrescharts erreichte das Lied schließlich den dritten Platz. Im weiteren Verlauf des Jahres erreichte Golfklubb mit fünf weiteren Liedern die norwegischen Singlecharts. Um einen eigenen Produzenten zu haben, nahm Golfklubb im selben Jahr Ludvik Haug in die Band mit auf.
Beim norwegischen Musikpreis Spellemannprisen 2023 erhielt die Band zwei Nominierungen. So wurde Haien kommer als Lied des Jahres nominiert und Golfklubb in der Kategorie für Partymusik. Im Februar 2024 erzielten sie mit Soldat (RMX), einer norwegischen Version des schwedischen Liedes Soldat von VC Barre, Pablo Paz und Takenoelz, ihren zweiten Nummer-eins-Hit in Norwegen. Im Juni 2024 veröffentlichte die Band mit Individ ihr Debütalbum. Mit Sees igjen hatten sie im Oktober 2024 einen weiteren Nummer-eins-Hit in Norwegen, der in Zusammenarbeit mit schwedischen Musikern entstand. Beim Spellemannprisen 2024 wurden sie für ihre Musik aus dem Jahr 2024 in der Pop-Kategorie ausgezeichnet. 
Im Mai 2025 gelang ihnen in Zusammenarbeit mit der schwedischen Sängerin Olivia Lobato mit dem Lied Ekko erstmals auch der Einzug in die schwedischen Charts.

## Auszeichnungen
Spellemannprisen
- 2023: Nominierung in der Kategorie „Partymusik“
- 2023: Nominierung in der Kategorie „Lied des Jahres“ (für Haien kommer)
- 2024: „Pop“
- 2024: Nominierung in der Kategorie „Durchbruch des Jahres“

## Diskografie

### Alben
| Jahr | Titel   | Höchstplatzierung, Gesamtwochen, AuszeichnungChartplatzierungen (Jahr, Titel, Platzierungen, Wochen, Auszeichnungen, Anmerkungen) | Höchstplatzierung, Gesamtwochen, AuszeichnungChartplatzierungen (Jahr, Titel, Platzierungen, Wochen, Auszeichnungen, Anmerkungen) | Anmerkungen                        |
| Jahr | Titel   | NO | SE | Anmerkungen                        |
| ---- | ------- | --- | --- | ---------------------------------- |
| 2024 | Individ | NO4 (… Wo.)NO | — | Erstveröffentlichung: 6. Juni 2024 |

### EPs
- 2022: Jagger

### Singles
| Jahr | Titel Album                    | Höchstplatzierung, Gesamtwochen, AuszeichnungChartplatzierungen (Jahr, Titel, Album, Platzierungen, Wochen, Auszeichnungen, Anmerkungen) | Höchstplatzierung, Gesamtwochen, AuszeichnungChartplatzierungen (Jahr, Titel, Album, Platzierungen, Wochen, Auszeichnungen, Anmerkungen) | Anmerkungen                                                                  |
| Jahr | Titel Album                    | NO | SE | Anmerkungen                                                                  |
| ---- | ------------------------------ | --- | --- | ---------------------------------------------------------------------------- |
| 2023 | Haien kommer (Sharkdog 2023) – | NO1 ×3Dreifachplatin · (… Wo.)NO | — | Erstveröffentlichung: 20. April 2023 mit Kudos                               |
| 2023 | Superstars (Mageplask) –       | NO9 (19 Wo.)NO | — | Erstveröffentlichung: 1. Juni 2023                                           |
| 2023 | Alle vil være med (Piruss) –   | NO14 (5 Wo.)NO | — | Erstveröffentlichung: 23. Juni 2023 mit Kudos                                |
| 2023 | Ha det fett –                  | NO14 (9 Wo.)NO | — | Erstveröffentlichung: 21. Juli 2023                                          |
| 2023 | Minne for livet –              | NO9 (2 Wo.)NO | — | Erstveröffentlichung: 11. August 2023 mit Ballinciaga                        |
| 2023 | Blendende lys –                | NO6 (5 Wo.)NO | — | Erstveröffentlichung: 27. Oktober 2023                                       |
| 2024 | Soldat (RMX) –                 | NO1 (32 Wo.)NO | — | Erstveröffentlichung: 16. Februar 2024 mit VC Barre, Takenoelz und Pablo Paz |
| 2024 | Engel –                        | NO16 (4 Wo.)NO | — | Erstveröffentlichung: 1. März 2024 mit Coucheron                             |
| 2024 | Casino Individ                 | NO24 (6 Wo.)NO | — | Erstveröffentlichung: 29. März 2024                                          |
| 2024 | Sucker for Pain Individ        | NO14 (24 Wo.)NO | — | Erstveröffentlichung: 29. März 2024                                          |
| 2024 | Sees igjen –                   | NO1 (… Wo.)NO | — | Erstveröffentlichung: 4. Oktober 2024 mit Dizzy und Philippe                 |
| 2024 | F*en ikke kjendis –            | NO32 (1 Wo.)NO | — | Erstveröffentlichung: 1. November 2024                                       |
| 2025 | Yayo –                         | NO27 (1 Wo.)NO | — | Erstveröffentlichung: 24. Januar 2025                                        |
| 2025 | Da vi møtte fanden –           | NO35 (4 Wo.)NO | — | Erstveröffentlichung: 18. April 2025                                         |
| 2025 | Ekko –                         | NO2 (… Wo.)NO | SE9 (10 Wo.)SE | Erstveröffentlichung: 9. Mai 2025 mit Olivia Lobato                          |
| 2025 | Mørkeblå –                     | NO90 (1 Wo.)NO | — | Erstveröffentlichung: 30. Mai 2025 mit Rakkere                               |